# CSM VSKC Miercurea Ciuc
CSM VSKC Miercurea Ciuc (în maghiară VSK Csíkszereda) este un club de baschet profesionist din Miercurea Ciuc, România. Echipa de baschet masculin este una din cele 18 echipe ce evoluează în Divizia A. Baschetbaliștii din Miercurea Ciuc evoluează sub culorile roșu-alb și sunt antrenați de Lászlófy Botond.

## Istorie
BC Perla Harghitei Miercurea Ciuc s-a fondat în anul 2002. La început echipa se baza pe jucători tineri care erau în mare parte amatori, printre ei numărându-se și actualul antrenor, Lászlófy Botond.  Echipa a evoluat în Diviza B în perioada 2002-2005 și 2008-2010. Debutul în Divizia A a avut loc în sezonul 2010-2011, menținându-se în primul eșantion și în sezonele 2011-2012, 2012-2013.

## Sala
Echipa din Miercurea Ciuc își dispută meciurile de acasă în Sala Sporturilor din Miercurea Ciuc, din 2012 poartă numele alpinistului 	Erőss Zsolt care a murit escaladând Everestul. Capacitatea sălii este de 1.200 de locuri, 1700 la concerte.

## Sezonul 2012-2013
Baschetbaliștii ciucani au avut un sezon dezastruos, reușind să termine numai pe poziția a 15-a la sfârșitul sezonului regulat. Acest lucru s-a datorat recordului negativ înregistrat de jucătorii antrenați de Lászlófy Botond, și anume 3 victorii și 27 de meciuri pierdute. Cel mai bun marcator al echipei a fost Franco Filipovic care a marcat 545 de puncte în 38 de partide, având o medie de 14,3 puncte pe meci.

## Conducerea clubului
- Președinte: Bentcze Szilard
- Manager: Demeter Attila